# Конецпольські

Родинний герб Конецпольських Побог

Конецпольські, у давніх, діаспорних та сучасних джерелах також Конєцпольські, (пол. Koniecpolscy) — польський шляхетський магнатський рід гербу Побог (Побуґ).
Родина Конецпольських з'являється в історичних анналах на початку XV століття. Один із перших її представників, Якуб Конецпольський, брав участь у битві під Ґрюнвальдом (1410).
1443 — король Владислав III Варненчик надав сілезьке магдебурзьке право місту-фортеці Конєцполь у Сілезії.
1634 — вперше згадується збудована Ґійомом де Бопланом фортеця Конєцполь новий (нині Кінецьпіль), яке стало форпостом родини Конєцпольських на брацлавських землях, на межі Дикого Поля.
У XVI столітті родина розпадається на дві гілки — гетьманську і каштелянську.

## Представники
Найвідомішим представником гетьманської гілки став великий коронний гетьман Станіслав Конецпольський (1591—1646). Воював проти армії шведського короля Густава II Адольфа, штурмував Смоленськ (1611), неодноразово громив на степових кордонах татарські загони. 1620 року в битві під Цецорою потрапив у полон до турків і провів у неволі понад 3 роки. Наказав сину перед смертю звести зі світу Богдана Хмельницького як потенційну загрозу «панській» Короні.
В середині XVII століття Конецпольські набули найбільшого політичного впливу, стали власниками величезних володінь, зокрема на Поділлі та Брацлавщині. Будучи барським старостою, Станіслав Конецпольський наказав перебудувати і зміцнити замок у Барі. С. Конецпольський увійшов в історію України як придушувач козацьких повстань Жмайла, Сулими, Павлюка, Гуні, Острянина.
- Миколай (†1464) — староста та підкоморій перемиський
- Якуб (†1480) — староста і каштелян перемиський, чоловік Барбари Тенчинської
- Станіслав — син перемиського старости та каштеляна Якуба, староста перемиський, батько Миколая та Станіслава Пшедбура
- Александер (†1609 р.) — воєвода сєрадзький, син Станіслава Пшедбура, батько гетьмана Станіслава; через одруження з одиначкою войського кам'янецького Анною Срочицькою став власником значних маєтків на Поділлі[2]
- Адам Пшедбур — комендант Кодака, небіж коронного гетьмана Станіслава Конецпольського.
- Якуб — син сєрадзького підкоморія Александра (бл.1585—бл.1630); ротмістр короля, комендант Кодака; вбитий козаками 1641 р.[3]
- Станіслав — молодший брат попереднього, комендант Кодака протягом 7 років; страчений за наказом Б. Хмельницького після здобуття фортеці у 1648 р.[3] (або у 1649 р.[4])
- Анджей з Прецлав'я (1621—1649) — зять Миколая Потоцького-«ведмежої лаби», проживав у Олеську, шлюб та весілля відбулись в маєтку Станіслава Конецпольського у Бродах[5]
- Самуель — зять дідича Добромиля Яна Щасного Гербурта[6]
- Анна з Конецпольських — донька сєрадзького каштеляна Станіслава Пшедбура (†1588); дружина Адама Осецького та белзького каштеляна Зиґмунта Чижовського

У 2-й половині XVII століття могутність родини Конецпольських пішла на спад.
Станіслав Александер найбільше відомий в історії за презирливим прізвиськом «дитина», яке нібито дав йому гетьман Богдан Хмельницький напередодні Пилявецької битви (1648). Польське військо тоді було розбите вщент, її командувачі (серед них і Конецпольський) ледве врятувались.
Останнім помітним представником роду був Станіслав-Ян Конецпольський — могутній магнат, великий коронний обозний, подільський воєвода з 1679 р., активно проводив політику Польської Корони Речі Посполитої на українських землях.
На початку XVIII століття рід Конецпольських занепав і 1719 року згас.